# Lutas nos Jogos Sul-Americanos de 2018
As competições de lutas nos Jogos Sul-Americanos de 2018 ocorreram entre 5 e 7 de junho em um total de 18 eventos. As competições aconteceram no Coliseo José Villazón, localizado em Cochabamba, Bolívia.
O evento foi qualificatório para os Jogos Pan-Americanos de 2019, em Lima, Peru, onde os campeões de cada categoria garantram as vagas para seus respectivos países.

## Calendário
Horário local (UTC-4).
| Data       | Horário | Evento                                 |
| ---------- | ------- | -------------------------------------- |
| 5 de junho | 10:00   | Eliminatórias - Greco-romana masculina |
| 5 de junho | 17:00   | Finais - Greco-romana masculina        |
| 6 de junho | 10:00   | Eliminatórias - Livre feminina         |
| 6 de junho | 17:00   | Finais - Livre feminina                |
| 7 de junho | 10:00   | Eliminatórias - Livre masculina        |
| 7 de junho | 17:00   | Finais - Livre masculina               |

## Medalhistas

### Luta livre
Masculino
| Evento              | Ouro                           | Prata                            | Bronze                                                     |
| ------------------- | ------------------------------ | -------------------------------- | ---------------------------------------------------------- |
| Até 57 kg detalhes  | Pedro Mejías VEN Venezuela     | Óscar Tigreros COL Colômbia      | Samuel Alva PER Peru                                       |
| Até 65 kg detalhes  | Anthony Montero VEN Venezuela  | Agustín Destribats ARG Argentina | Sixto Auccapiña PER Peru                                   |
| Até 74 kg detalhes  | Hernán Guzmán COL Colômbia     | Jorge Llano ARG Argentina        | Mauricio Sánchez ECU Equador Kervin Olivares VEN Venezuela |
| Até 86 kg detalhes  | Pedro Ceballos VEN Venezuela   | Pool Ambrocio PER Peru           | Eduardo Gajardo CHI Chile Meruzhan Nikoyan ARG Argentina   |
| Até 97 kg detalhes  | José Daniel Díaz VEN Venezuela | Ricardo Báez ARG Argentina       | Víctor Saa COL Colômbia                                    |
| Até 125 kg detalhes | Luis Vivenes VEN Venezuela     | Catriel Muriel ARG Argentina     | Jorge Luis Medina ECU Equador                              |

Feminino
| Evento             | Ouro                           | Prata                            | Bronze                           |
| ------------------ | ------------------------------ | -------------------------------- | -------------------------------- |
| Até 50 kg detalhes | Carolina Castillo COL Colômbia | Thalía Mallqui PER Peru          | Jacqueline Mollocana ECU Equador |
| Até 53 kg detalhes | Luisa Valverde ECU Equador     | Betzabeth Argüello VEN Venezuela | Dannia Figueroa COL Colômbia     |
| Até 57 kg detalhes | Giullia Penalber BRA Brasil    | Eva González COL Colômbia        | Betzabeth Sarco VEN Venezuela    |
| Até 62 kg detalhes | Laís Nunes BRA Brasil          | Nathaly Grimán VEN Venezuela     | Jackeline Rentería COL Colômbia  |
| Até 68 kg detalhes | Yanet Sovero PER Peru          | Soleymi Caraballo VEN Venezuela  | Dailane Reis BRA Brasil          |
| Até 76 kg detalhes | Andrea Olaya COL Colômbia      | Aline Ferreira BRA Brasil        | María Acosta VEN Venezuela       |

### Luta greco-romana
Masculino
| Evento              | Ouro                                | Prata                         | Bronze                              |
| ------------------- | ----------------------------------- | ----------------------------- | ----------------------------------- |
| Até 60 kg detalhes  | Andrés Montaño ECU Equador          | Dicther Toro COL Colômbia     | Anthony Palencia VEN Venezuela      |
| Até 67 kg detalhes  | Joílson Ramos Júnior BRA Brasil     | Mario Molina Cortez PER Peru  | José Sánchez Betancourt ECU Equador |
| Até 77 kg detalhes  | Jair Cuero COL Colômbia             | Luis Avendaño VEN Venezuela   | Angelo Marques BRA Brasil           |
| Até 87 kg detalhes  | Carlos Muñoz Jaramillo COL Colômbia | Yorgen Cova VEN Venezuela     | Alvis Almendra PAN Panamá           |
| Até 97 kg detalhes  | Luillys Pérez VEN Venezuela         | Óscar Loango COL Colômbia     | Davi Albino BRA Brasil              |
| Até 130 kg detalhes | Yasmani Acosta CHI Chile            | Erwin Caraballo VEN Venezuela | Luciano del Río ARG Argentina       |

## Quadro de medalhas
| Ordem | País          | Medalha de ouro | Medalha de prata | Medalha de bronze | Total | Ordem por total |
| ----- | ------------- | --------------- | ---------------- | ----------------- | ----- | --------------- |
| 1     | VEN Venezuela | 6               | 6                | 4                 | 16    | 1               |
| 2     | COL Colômbia  | 5               | 4                | 3                 | 12    | 2               |
| 3     | BRA Brasil    | 3               | 1                | 3                 | 7     | 3               |
| 4     | ECU Equador   | 2               |                  | 4                 | 6     | 4               |
| 5     | PER Peru      | 1               | 3                | 2                 | 6     | 4               |
| 6     | CHI Chile     | 1               |                  | 1                 | 2     | 7               |
| 7     | ARG Argentina |                 | 4                | 2                 | 6     | 4               |
| 8     | PAN Panamá    |                 |                  | 1                 | 1     | 8               |
| TOTAL | TOTAL         | 18              | 18               | 20                | 56    | —               |